# Medizinakademie der Litauischen Universität für Gesundheitswissenschaften

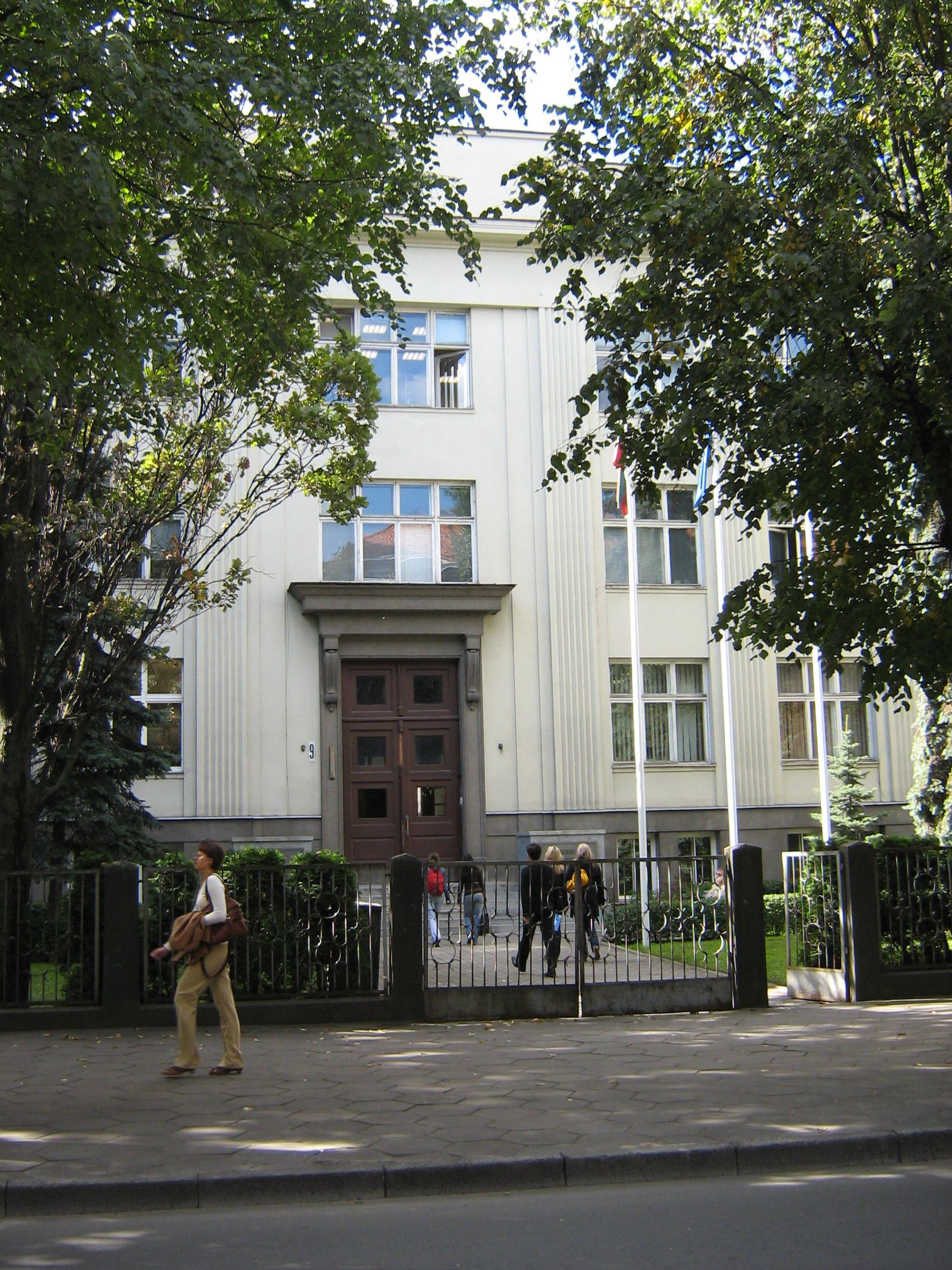
Medizinische Universität Kaunas

Die Medizinakademie der Litauischen Universität für Gesundheitswissenschaften (früher Medizinische Universität Kaunas, litauisch Kauno medicinos universitetas, abgekürzt KMU) ist die ehemalige Medizinische Universität in Litauen und Akademie der Litauischen Universität für Gesundheitswissenschaften. Sie hat ihren Sitz in Kaunas. Die Akademie betreibt die Universitätskliniken Kaunas, welche die größten litauischen Kliniken sind. 

## Geschichte
Die Medizinische Universität Kaunas setzte die Tradition der Medizinischen Fakultät der 1922 gegründeten Universität Litauens fort. Nach Schließung bzw. Zerschlagung dieser Universität bestand die medizinische Einrichtung von 1950 bis 1998 als selbständiges Medizinisches Institut Kaunas. Ab 1989 hieß die Einrichtung Medizinische Akademie, 1998 erfolgte die Umbenennung zur Medizinischen Universität. Zum bedeutenden Teil der Universität gehören die Universitätskliniken Kaunas. 